# Spitzbergák Nemzetközi Magbunker
A Spitzbergák Nemzetközi Magbunker (angolul: Svalbard Global Seed Vault, norvégul: Svalbard globale frøhvelv) egy magtároló a norvégiai Spitzbergákon. A norvég kormány hozta létre abból a célból, hogy megőrizze az ismert élelmiszernövények magvait egy esetleges globális katasztrófa esetén.

## Története
1984 óta a skandináv országok már működtetnek egy magbankot a szigetcsoporton, egy elhagyott szénbányában. Nagyobb szabású létesítmény felépítését azonban nem kockáztatták meg, mivel a szigetcsoporthoz a Szovjetunió is könnyen hozzáférhetett. Az új magbunker megnyitását követően az itt tárolt mintákat is áthelyezik majd.

### A magbank építése
Az alapkőletétel 2006. június 19-én volt; a projekt jelentőségét jelzi, hogy az eseményen megjelent Norvégia, Svédország, Finnország, Dánia és Izland miniszterelnöke is. A bunker építését 2007 márciusában kezdték el, és 2008 végére fejezték be. A norvég kormány 5 millió euróval járult hozzá az építési költségekhez.

### A magbank megnyitása
A hivatalos megnyitó 2008. február 26-án volt, a norvég miniszterelnök és José Manuel Durão Barroso, az Európai Bizottság elnökének jelenlétében.
A létesítmény a Nyugati-föld (Spitsbergen) szigeten, 120 méter mélyen egy homokkőhegy gyomrában kap helyet. A sziget mentes a tektonikus mozgásoktól, és a permafroszt eleve biztosít bizonyos fokú hűtést, amit (helyben bányászott szén energiájával üzemeltetett) hűtőberendezésekkel fokoznak a kívánt szintre. A magokat tároló kamrákat egy méter vastag, megerősített betonfalak, légkamrák és nyomásálló ajtók védik. A lehetséges időjárási változásokat elemezve megállapították, hogy a magbank 200 év múlva még a legpesszimistább forgatókönyv szerint is a tenger szintje fölött lesz.

## Célja és működése
A magbank a világ élelmiszernövényeinek magvait tárolja majd, hogy megőrizzék őket esetleges globális katasztrófák (például atomháború, földrengés vagy világméretű járványok) esetén. A világon mintegy 1300 további magbank működik, jelentős részük azonban különböző szempontból kockázatos országokban. Az új magbunker készleteit csak végső esetben használnák fel, amikor a többi már valamilyen okból megsemmisült. Az akár 3 millió mag befogadására is alkalmas létesítmény gyűjteményét a Global Crop Diversity Trust gondozza a jövőben. A magokat −18 °C hőmérsékleten tárolják, így akár évszázadokon keresztül megőrizhetőek. Az üzemeltetéshez nincs szükség állandó személyzetre.
2015. szeptember 21-én jelentették be a létesítményhez beérkezett első igénylést, amelyet a szíriai Száraz Területek Nemzetközi Mezőgazdasági Kutató Központja (ICARDA) adott be a polgárháború miatt működésképtelenné vált aleppói magbank állományának pótlására. Az általuk elhelyezett 320 doboznyi magból közel 130-at kértek ki, ami 116 000 mintát jelent.
2017 májusában, mivel a rendkívül magas téli hőmérséklet miatt a szokásosnál jóval több volt az olvadékvíz, betört a magraktár bejárati alagútjába. A hibát ugyan elhárították, de az eset bizonyítja, hogy a magtár csak állandó megfigyelés esetén tekinthető teljesen biztonságosnak.